# Teddy Afro

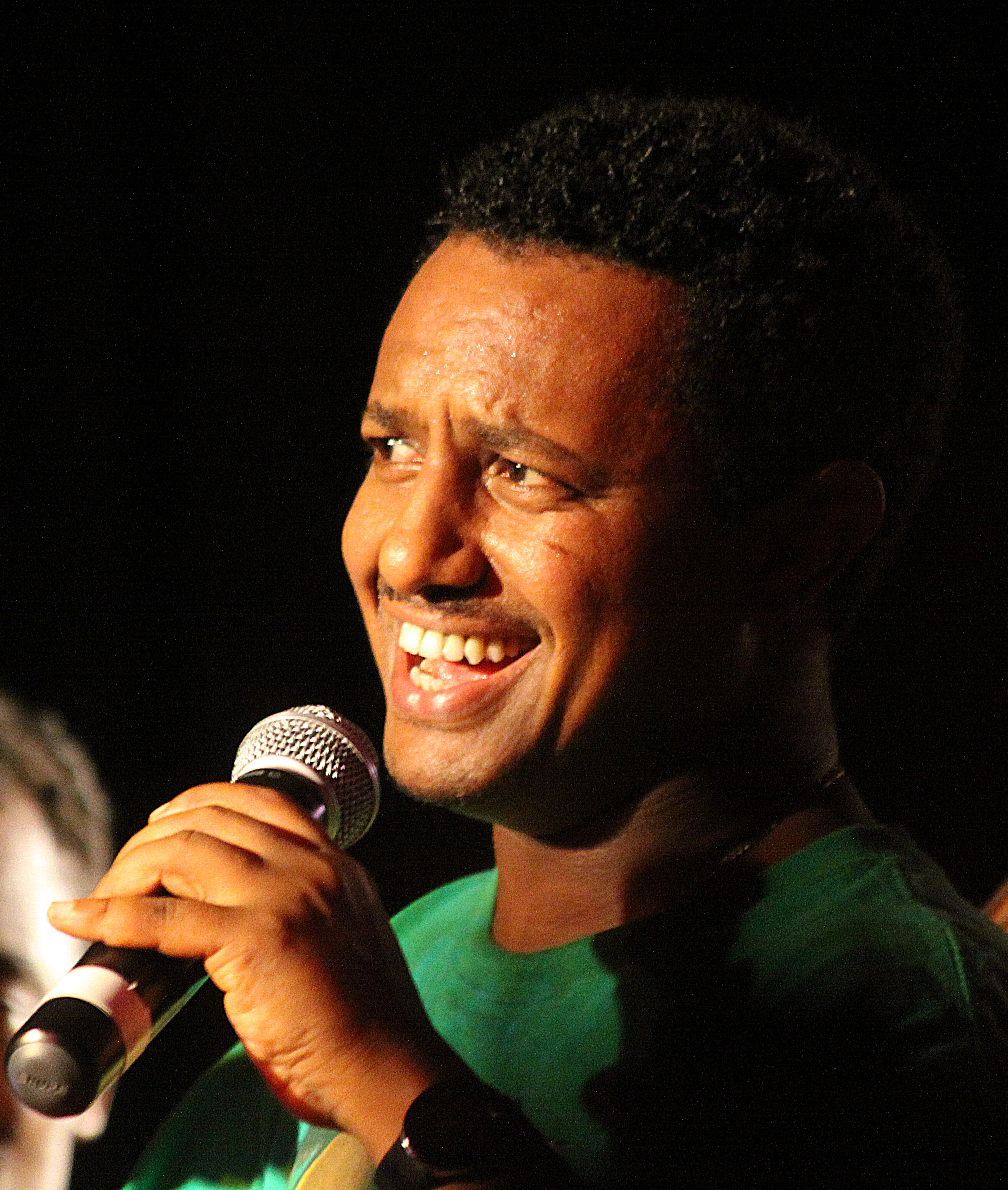
Teddy Afro

Teddy Afro, egentligen Tewodros Kassahun, född den 14 juli 1976, är en etiopisk sångare. Genom sin musik har han gjort sig politiskt kontroversiell i sitt hemland, främst genom texter som uttryckt kritik mot Etiopiens styre. Bland annat tog oppositionen mot Etiopiska folkets revolutionära demokratiska front till sig hans låtar under parlamentsvalet i Etiopien 2005.

## Karriär
2001 släppte Teddy Afro sitt andra album, Abugida, uppkallad efter den abugida stavelsebaserade skriften för språket Ge'ez. Flera spår fångade snabbt många lyssnare i Etiopien, som Halieselassie, en hyllning till kejsaren Haile Selassie, och Haile, Haile, en sång tillägnad den olympiske långdistansmästaren Haile Gebrselassie och Mona Lisa.
Hans tredje album, Yasteseryal, släpptes 2005. Utgivandet av albumet sammanföll med den förhöjda politiska spänning som rådde i Etiopien inför parlamentsvalet 2005. Fyra låtar från albumet, inklusive titelspåret Yasteseryal, förbjöds av regeringen att spelas på radio och TV. Albumet sålde mer än en miljon kopior inom några månader efter att det släpptes, och blev det mest sålda album med etiopisk musik dittills.

## Juridiska problem
I april 2008 hamnade Afro i fängelse efter att ha anklagats för en smitningsolycka. Vissa källor hävdade att anklagelsen var politiskt motiverad, efter att Afros lanserat flera låtar som kritiserade regeringen, i synnerhet under valet 2005.
Afro åberopade sig oskyldig till anklagelsen, men dömdes för dråp den 5 december 2008. Domaren dömde honom till sex års fängelse och böter på 18 000 Birr (cirka 1 800 dollar). Den 18 februari 2009 sänktes hans fängelsestraff från sex till två år av en appellationsdomstol. Den 13 augusti 2009 släpptes han från fängelset, åtta månader tidigare än han dömts till, på grund av gott uppförande i fängelset.